# Lac Klotz
Lac Klotz är en sjö i Kanada.   Den ligger i regionen Nord-du-Québec och provinsen Québec, i den östra delen av landet, 1 700 km norr om huvudstaden Ottawa. Lac Klotz ligger 241 meter över havet. Arean är 246 kvadratkilometer. 
Trakten runt Lac Klotz består i huvudsak av gräsmarker. Trakten runt Lac Klotz är nära nog obefolkad, med mindre än två invånare per kvadratkilometer.